# Rouge: A História
Rouge: A História foi um programa de televisão brasileiro apresentado pelas garotas do grupo Rouge, onde contavam suas emoções e relatavam sobre cada fase que tiveram que enfrentar no programa Popstars. Foi exibido pelo canal de televisão SBT entre 2 de dezembro e 27 de dezembro de 2002, de segunda a sexta, às 17h da tarde.

## Antecedentes
O sonho começou em 1º de março de 2002, com as inscrições para o programa Popstars. Cerca de 30 mil candidatas mandaram suas gravações (em CD ou k-7) e fotografias à produção do programa. No dia 30 de março, um sábado de muito sol, quase 6 mil garotas pré-selecionadas participaram da primeira eliminatória. Os jurados, Alexandre Schiavo, Iara Negrete (treinadora vocal), Rick Bonadio e Liminha (coordenador), ouviram um trecho da voz de cada uma das concorrentes. Ao final, 2 mil foram selecionadas para a segunda fase, com 500 garotas. Mais três etapas de canto e 150 candidatas foram submetidas ao teste de coreografia. Apenas 35 foram selecionadas. Mais dez dias de atividades e 20 garotas interpretaram a primeira música de trabalho do grupo: 'Não dá pra Resistir'. Ao final, o júri escolheu 12 candidatas. Em Punta Del Leste, Uruguai, elas fizeram um show individual e decisivo. Na volta ao Brasil, oito garotas gravaram algumas faixas do álbum do grupo. Assim, Aline, Fantine, Karin, Luciana e Patrícia foram as escolhidas para fazer parte do Rouge, nome escolhido por elas mesmas.

## O Programa
Durante o programa as cinco integrantes do Rouge mostram tudo que aconteceu durante as seletivas do Popstars e comentam cada fase, expressando o que elas viram, falando sobre as demais semi-finalistas e participantes marcantes para elas.

## Episódios
| Fases |                                  |
| ----- | -------------------------------- |
| 1     | Sambódromo: Parte 1              |
| 2     | Sambódromo: Parte 2              |
| 3     | Eliminatória em Grupo: Parte 1   |
| 4     | Eliminatória em Grupo: Parte 2   |
| 5     | Eliminatória em Grupo: Parte 3   |
| 6     | Eliminatória Individual: Parte 1 |
| 7     | Eliminatória Individual: Parte 2 |
| 8     | Eliminatória Individual: Parte 3 |
| 9     | Teste de Dança                   |
| 10    | Teste de Vídeo                   |
| 11    | Workshop: Parte 1                |
| 12    | Workshop: Parte 2                |
| 13    | Workshop: Parte 3                |
| 14    | Workshop: Parte 4                |
| 15    | Viagem                           |
| 16    | Casa Pop: Parte 1                |
| 17    | Casa Pop: Parte 2                |
| 18    | Final / Revelação do Grupo       |

## Outras mídias
Foi disponibilizado no serviço de streaming +SBT desde 30 de janeiro de 2025.